# Jerzy Wadowski
Jerzy Wadowski (ur. 26 lipca 1929 w Poznaniu, zm. 6 października 2007 w Victoria Falls (Zimbabwe)) – polski podróżnik, publicysta, bibliotekarz i autor piosenek żeglarskich.
W latach 1957–1959 był asystentem Instytutu Książki i Czytelnictwa (Zakład Instrukcyjno-Metodyczny) w Bibliotece Narodowej; w ramach swojej pracy w IKiCz w 1957 r. odbył trzytygodniową wizytę studyjną w bibliotekach ZSRR. W latach 1960–1964 był kustoszem Zakładu Informacji Naukowej BN. Redaktor Zachodniej Agencji Prasowej w latach 1960–1964, miesięcznika „Morze” w latach 1964-1990 oraz od 1991 r., kwartalnika „Komunikat Okręgu Poleskiego”.
Był członkiem Międzynarodowego Instytutu Kultury Morskiej, Stowarzyszenia Marynistów Polskich, Stowarzyszenia Szarych Szeregów, Światowego Związku Żołnierzy Armii Krajowej oraz Związku Więźniów Politycznych Okresu Stalinowskiego.